# NGC 395
NGC 395 este un roi deschis situat în Micul Nor al lui Magellan, în constelația Tucanul. A fost descoperit în 1 august 1826 de către James Dunlop. De asemenea, a fost observat încă o dată în 5 noiembrie 1836 de către John Herschel și încă o dată de către DeLisle Stewart.